# Red Light Center
Red Light Center est un métavers (univers virtuel) « adulte » en 3D disponible au public depuis début 2006, pour Mac et Windows. Il permet à l'utilisateur (le « résident ») de vivre une sorte de « deuxième vie ». À la différence de Second Life, le monde virtuel n'est pas créé par les résidents eux-mêmes, ce qui allège le processus d'échange et le rend plus fluide,,,.
L'univers se démarque également par son économie : les résidents peuvent créer et vendre leurs créations (vêtements, immobilier). Les échanges se font en rays, une monnaie virtuelle qui peut être échangée contre de la monnaie réelle. Red Light Center dispose de sa propre Marketplace, où le cours du ray varie actuellement de 0,080 à 0,085 USD (dollar US). Chacun peut gagner des rays simplement en étant un membre actif du jeu et de l'espace social (en visionnant et évaluant les profils des utilisateurs, par exemple). De nombreux membres utilisent la marketplace pour y placer de la monnaie réelle et compter sur les variations du cours du ray pour gagner 4 % de son capital chaque mois. En réinvestissant l'argent ainsi gagné, il est ainsi possible en une année de bonifier son investissement initial.
Red Light Center n'est pas un jeu stricto sensu mais un espace d'échanges (si les utilisateurs le désirent, il peut également être vécu comme un jeu), cherchant à être aussi varié que la vie réelle. C'est un forum où s'expriment les engagements sociaux et politiques de manière libre et internationale ; les débats, expositions, conférences, formations, recrutements, concerts, mariages y sont des événements courants.
Red Light Center compte 1 765 682 résidents (au 20 mai 2008), dont 40 % se déclarent être des femmes. Environ 10 % de ces résidents sont des membres VIP.